# Debut
Debut (francouzsky počátek, výslovnost [debyt] i [debut]) označuje první veřejné vystoupení (případně první veřejné samostatné vystoupení) umělce, které lze později označit jako počátek jeho umělecké dráhy či jeho případné pozdější profesionální kariéry.
Debutovat znamená poprvé veřejně vystupovat, zahájit vystoupením svou veřejnou činnost, zvláště uměleckou.
Mluvíme-li o spisovateli, obvykle hovoříme o knižním debutu či literárním debutu, přičemž pro první vydané dílo se v češtině používá označení literární prvotina. Začínající herci zažívají obvykle svůj filmový, divadelní, dabingový či televizní debut. (Herec-začátečník bývá v hereckém slangu označován synonymem ke slovu začátečník: kandrdas.)
Výtvarní umělci debutují obvykle svojí první samostatnou výstavou atp. Režiséři nejčastěji debutují svým prvním samostatným filmem (tedy nikoli studentským filmem), televizní inscenací či divadelním představením. Architekti debutují svojí první samostatnou realizací jejich architektonického návrhu apod.
Umělec-začátečník, respektive začínající umělec je debutant či debutantka. Debutantem či debutantkou lze označit jakéhokoli začátečníka či začátečnici, tedy i v neuměleckých činnostech (ve sportu, ve společenském styku, v politice, v žurnalistice aj.).